# Gai saber
Gai Saber és un grup de música italià originari de Poranh, que igual que Lou Dalfin s'ha especialitzat en la música i danses occitanes d'Itàlia. El nom Gai Saber prové del Consistori de la Sobregaya Companyia del Gay Saber creat per a la revifalla de la poesia trobadoresca en els Jocs Florals.
El grup es va fundar l'any 1992 amb el nom Kalenda Maia que va canviar al nom actual l'any 1996. Fan servir una gran varietat d'instruments tradicionals occitans com ara la viola de roda, la flauta de 3 forats, el flautí, el tamborí, la cornamusa o l'acordió diatònic juntament amb la guitarra moderna, seqüenciadors i sintentitzadors.
El seu segon CD (Esprit de Frontiera) inclou una adaptació de la cançó tradicional catalana 'La Mare de Déu' que canten en català.

## Músics
- Maurizio Giraudo
- Mauriza Giordanengo
- Paolo Brizio
- Chiara Bosonetto
- Elena Giordanengo
- Sandro Serra
- Alessandro Rapa

## Discografia
- Troubar d'oc
- Esprit de frontiera (1999).
- Electroch'òc (2002).
- La fàbrica occitana (2006)
- Danimarca Live